# Hiroki Ueno
Hiroki Ueno (jap. 上野　拓紀, Ueno Hiroki; * 8. April 1986 in Nagano, Honshū) ist ein japanischer Eishockeyspieler, der seit 2015 bei den Nippon Paper Cranes aus der Asia League Ice Hockey unter Vertrag steht.

## Karriere
Hiroki Ueno begann seine Karriere als Eishockeyspieler in Kushiro, wo er in einer Nachwuchsmannschaft spielte. 2005 ging er an die Waseda-Universität, für deren Eishockeymannschaft er bis 2009 aktiv war. Anschließend wechselte der Stürmer zum südkoreanischen Klub High1 aus Chuncheon in die Asia League Ice Hockey. Nach zwei Jahren auf der koreanischen Halbinsel kehrte er 2011 nach Japan zurück und spielte seither für die Nikkō Ice Bucks. In der Saison 2014/15 wurde er als Topscorer und Torschützenkönig der Asia League auch in deren All-Star-Team gewählt. 2015 wechselte er zu den Nippon Paper Cranes.

### International
Für Japan nahm Ueno bereits an den U-18-Weltmeisterschaften 2003 und 2004 sowie den U-20-Weltmeisterschaften 2004, 2005 und 2006 teil. Bei der U20-Junioren-WM 2005 gelang ihm mit den Japanern beim Division-II-Turnier in Bukarest nach dem Abstieg im Jahr zuvor die Rückkehr in die Division I. Sein Debüt in der Herren-Nationalmannschaft gab Ueno bei der Weltmeisterschaft 2006, bei der seine Mannschaft in der Gruppe A der Division I antrat. Auch bei den Weltmeisterschaften 2007, 2010, 2012, 2013, 2014, 2015, 2016 und 2017 stand er für sein Land in der Division I auf dem Eis. Bei der Weltmeisterschaft 2014 brachte er die japanische Auswahl im letzten Spiel gegen Ungarn fünfeinhalb Minuten vor Ende der regulären Spielzeit mit 4:3 in Führung – ein Ergebnis, das zum Aufstieg in die Top-Division gereicht hätte. Da die Asiaten aber nicht nur eine gute Minute vor Schluss den Ausgleich hinnehmen mussten, sondern am Ende das Spiel nach Penaltyschießen noch verloren, stieg statt ihrer die Auswahl Österreichs auf.
Bei den Winter-Asienspielen 2011 in Astana konnte er mit der japanischen Mannschaft hinter Gastgeber Kasachstan die Silbermedaille gewinnen. Bei den Winter-Asienspielen 2017 belegte er mit den Japanern hinter Kasachstan und Südkorea den dritten Platz. Zudem nahm er an den Qualifikationsturnieren für die Olympischen Winterspiele in Sotschi 2014, in Pyeongchang 2018  und in Peking 2022 teil.

## Erfolge und Auszeichnungen
- 2015 Topscorer, Torschützenkönig und Mitglied des All-Star-Teams der Asia League Ice Hockey

### International
- 2005 Aufstieg in die Division I bei der U20-Junioren-Weltmeisterschaft der Division II
- 2011 Silbermedaille bei den Winter-Asienspielen
- 2017 Bronzemedaille bei den Winter-Asienspielen
- 2017 Bester Vorlagengeber der Winter-Asienspiele

## Asia-League-Statistik
(Stand: Ende der Saison 2019/20)